# آرتی آیگرو
آرتی آیگرو (استونیایی: Artti Aigro؛ زادهٔ ۲۹ اوت ۱۹۹۹) اسکی‌باز پرش اهل استونی است.